# 鬼火 (横溝正史)
『鬼火』（おにび）は、探偵小説家の横溝正史が1935年（昭和10年）2月号と3月号の「新青年」にて発表した作品であり、また、それを表題作とする短編集である。
昭和8年（1933年）に横溝が喀血し、信州諏訪にて転地療養中に昭和9年（1934年）の秋から冬にかけて書き上げた。その間、体調のよい日でも一日に3、4枚しか原稿が書けず、過労困憊しながらも、3ヶ月あまりもかけて「鬼火」はようやく書き上げられた。しかし、「新青年」に掲載されるも、描写の一部が当局の検閲に触れ、一部削除を命じられた。
昭和10年（1935年）に同タイトルの短編集（春秋社版『鬼火』）に収録の際、著者により削除箇所の補填改稿がなされ、以来、長らく春秋社版テキストが流布していたが、昭和44年（1969年）に刊行された桃源社「鬼火・完全版」は、幸いにして削除の難を逃れた「新青年」を中井英夫が保有しており、これを基に刊行されたものである。また、昭和50年（1975年）に発売された角川文庫版の「鬼火」は、この桃源社版「鬼火」が底本とされるも、さらに著者が大幅な加筆修正を行った。この角川版の校正には中島河太郎があたっている。
そして、後年出版された、創元推理文庫「日本探偵小説全集9・横溝正史集」は、角川版を底本としつつ、「新青年」掲載の折に当局から削除を求められた部分をゴシック体で表現、さらに当時の挿絵を描いた竹中英太郎の挿絵が全て収録されている。こういった点からも、「鬼火」は、この創元推理文庫版が決定版であろうと思われる。

## あらすじ
諏訪湖畔で療養中の筆者は、三角州の岬の突端に見える屋根が気になり、ある日、思い切って出向いていった。アトリエらしきその建物は荒れるに任せられていて、中には黒い布がかかった大きなカンバスがあった。そこには生きながら湖水の底に沈められた裸体の美女が描かれていて、蛇とも竜ともつかぬ一種異様な醜い動物が絡みついていて、女は微妙に錯綜した嫌悪と歓喜の不可思議な感激を示していた。
翌日、筆者はこのアトリエについて詳しいという竹雨宗匠を訪ねる。宗匠は躊躇しながらも、陰惨はもとより好むところであるという筆者に経緯を語って聞かせる。
アトリエを建てた漆山万造と、従兄弟の関係にあたる漆山代助とは、親は仲のいい善良な兄弟なのに、子供の時分から互いに仇敵となり、憎み合い、呪い合い、陥れ合ってきた。高等小学校2年生のときには、無数の蛇の群が怖いかどうかという争いから万造が代助を谷底へ突き落とそうとする事態に発展し、代助は生涯軽いびっこをひくようになった。
中学5年の年、みんなが夢中になっていた湖月のお美代を、ぐずぐすしていると万造に先手を打たれそうだと考えた代助が機先を制して手に入れてしまい、くやしくてたまらない万造が、しかえしの一計としてお美代に露骨な艶書を書かせ、いちばん口やかましいと評判の体操教師の前にわざと落としておいた。湖月組の学生たちは一斉に1週間の停学となり、代助は放校処分になった。万造も無論、停学組だったが、これは皮を斬らせて肉を斬る作戦だった。
代助は東京の親戚に預けられることになり、神田の中学から私立の美術学校に編入、万造は正規に中学課程を終えたあと、対抗意識から官立の美術学校に入学した。そのあと数年、2人の噂を聞くことは無く、学校も違うので信州まで響いてくるような大事件は無かったと思われる。その間に両者の親たちは相次いで亡くなった。
美術学校を卒業して中野と高円寺に各々のアトリエを開いた2人は、同時に同じ美術展覧会の同人に推薦されて最初の秋のシーズンがやってきた。代助がアトリエに引っ張り込んで同棲していたお銀は、万造が自分のモデルをしていたころには誘惑を拒み通してきたのだが、代助に渡してしまったということは無念で、一度自分のものにせずにはおかぬとよこしまな肝胆を砕くようになった。代助の制作ぶりを見ておきたいと万造が訪ねると代助は留守で、万造の目的を知っているお銀は万造が制作途中の作品を盗み見る隙をわざと作る。
代助が非常に危険率の多い大胆な逆手段に挑もうとしていることを知った万造は、嫉妬と苦悩に数日を過ごした後、再び代助を訪ねる。その往路に怪しげな男・山崎に遭遇した。代助は案内も乞わずに庭の方へ回っていった万造の足音を聞いて、ぎょっとしたように押し入れの襖を閉めた。代助が銀行へ、お銀が買い物に出かけた隙に万造は代助が隠したものを確認し、そのことを警察に密告する。それはそのころ警視庁が探知して捜索していた危険な陰謀の指令書と、某国製作所のマークの入ったピストル十数丁であった。代助が山崎から預かったもので、秘密に保管されるべきものとうすうす感じていたが内容は承知していなかった。逮捕された代助は、依怙地になって反抗的な態度を取ってしまい、心証を悪くして釈放されないままになった。
万造は参考人として呼び出された足で代助が留守のアトリエへ寄り、小遣いにも困るとぼやくお銀を関西旅行に誘う。その帰途、名古屋駅付近での急行列車の脱線転覆炎上事故に巻き込まれ、300余名中17名の生存者に数えられたものの、お銀は軽症だったが万造は全身に重傷を負った。お銀の介抱を受けて万造の包帯は順に取れていったが、いよいよ翌日には顔の包帯が取れるという12月19日になって、万造はお銀を東京の留守宅へ先に帰らせる。そして、年が明けて13日の深夜に婆やと姐やが寝ている時刻を狙って帰ってきた万造は端麗な容貌のゴムの仮面を着用していた。万造の素顔は想像を絶する不気味なものになっていた。
お銀は何度も逃亡を企てたが、そのたびに万造が驚くべき根気と執念をもって隠れ家をつきとめ、協力者にはゴムの仮面をまくり上げて脅迫するので、誰も逃亡を助けなくなった。そのうち、お銀が万造に頸を絞められて殺されかける騒ぎがあり、なぜかそれ以来お銀は素直になった。
万造は諏訪湖畔にアトリエを建て、4月下旬ごろにお銀と婆やを連れて移った。お銀は最初のうちは一匹の狆を相手に所在ない日々を送っていたが、そのうち着飾って出かけ、不良性のある青年たちを集めて女王になりすましているようになった。万造も町の中ですることなら大目に見ていたが、鶯吉にひっかかったときには仮面を取って迫った。そのとき、お銀が逃げるどころか首っ玉にかじ付いたのを見た婆やは、とうとう暇をとって東京へ帰ってしまった。
代助は未決で公判を待っていたが神経衰弱が高じて7月16日に入院し、2日目の夜に逃走した。万造はそれを伝える記事を読んだ日から絶えて久しき絵筆を握り、120号という大作にとりかかった。それが筆者がアトリエで見た絵で、モデルはお銀である。そのデッサンができあがり下塗りに着手した日、代助が諏訪方面に現れたという情報を持って警部がやってきた。万造とお銀は行方を知らぬと答えるが、実は押し入れに隠れていた。
万造と代助は互いの変わり果てた姿を見ながら仲直りの言葉を口にし、代助が大阪から上海へでも逃げるのを万造が天竜川の口まで手助けすることになる。しかし、万造はボートを浅瀬へ乗り上げさせ、手伝わせるため代助を舟から降ろしたうえ泥濘地獄へ突き落とそうとしていた。争いの末、逆に万造が泥濘地獄に落ち込み、代助はさすがに棹を出して万造を助けようとするが、ゴムの仮面が外れた素顔を見て思わず手を引く。万造も素顔を見られた恥辱でそのまま泥中に吸い込まれていった。
代助が万造の仮面を持ってアトリエへ戻ると、お銀がその仮面と予備の手袋を使って万造に成りすますことを思いつく。さらに翌日、警部が再び訪ねてきたのを機に、描きかけの絵を代助が引き継いで描き続けるよう勧める。しかし、代助は2人の男の生涯をめちゃめちゃに叩きつぶしてなおかつ恬然として嬌笑を泛べているお銀に勃然として憤怒していた。
3週間後、お銀の様子がおかしいことに気付いた代助は、鶯吉からの誘いの手紙と町の警察署あての告発状を発見する。争いの末、お銀は代助が投げつけた青銅製のヴィナス像を後頭部にくらって絶命する。その夜2時ごろ、河沿いにある遊郭の屋上にある六角形の展望台から湖水を眺めていた男が、小舟の漕ぎ手が舟を停めて人間と思われるものを抱き上げたのを見る。浮き洲へ降りようとして夜光虫のいる水の中に落ちて起き直った漕ぎ手の男は不気味な白い仮面をつけ、燐を塗ったように煢々として光を放ち、ポタポタと落ちる滴は人形の涙でもあるかのように閃々として金色に輝いていた。
翌日、アトリエを訪ねた警部にお銀の不在について問われ、仮面の代助は鶯吉からの手紙を示す。警部が何となく腑に落ちないでいたところ、お銀が可愛がっていた狆・ロロの啼き声が湖水の方から聞こえ、浮き洲を走り回っていたかと思うと泥の中へ沈んでいった。疑問が次々に氷解していった警部は、仮面の男に万造ではなく代助なのではないかと問う。警部は万造が事故で色彩を判別できなくなったと告白されていた、それはお銀も知らないことだと語り、絵の色彩に不自然さが無いことを指摘する。
白い仮面の下から血が滴下した。警部は代助が舌を噛み切ったと一瞬思ったが、実は鼻血だった。蹌踉とした足どりで去っていく代助に、幼時の事件以来のびっこを見出した警部は「代さん」と叫ぶ。警部には代助を引き止めることができなかった。激しい夕立の中、代助は舟を進め、泥濘地獄の中へ落ちていった。
捨小舟の上には代助の血に染まった絵筆が残されているのみだった。3人の屍骸は発見されず、白いゴムの仮面が蜆舟の熊手にかかったことがあったが、漁師が怖気をふるって再び湖水の底へ沈めてしまったという。そして関東大震災の影響で泥濘地獄も消えてしまい、事件の起こった場所を的確に示すこともできなくなった。

## 登場人物
本作品は作者が自身の体験を語ったのち竹雨宗匠に話を聞くという形式で叙述されるが、作者の氏名は作中には記述されておらず、属性も諏訪で療養中という程度にしか明らかにされていない。
竹雨宗匠（ちくう そうしょう）
湖畔にささやかな草庵を営む俳諧師。この地方に長く奉職していた警部だったが、糟糠の妻に先立たれたのを機に、恩給を受けられる身分となったこともあり、数年前に辞職している。問題のアトリエで起った事件を担当していた。町の者で昔から万造や代助を知っていた。
漆山万造（うるしやま まんぞう）
湖畔にアトリエを建てた画家。豊田村出身。諏訪郡きっての豪家の本家の一人息子だった。陰性で胆汁質でいつも孤独で、色白でぷよぷよと太って動作などものろのろとしている。地元の中学校を卒業して官立美術学校に入学、中央画壇で認められ、高円寺にアトリエを構えた。
漆山代助（うるしやま だいすけ）
画家。万造とは従兄弟の関係で分家の一人息子だった。陽性で多血質で交際好きで、色浅黒く引き締まったきびきびとした体付き。中学校を放校されて上京、神田の某中学を経て私立の美術学校に通う。中央画壇で認められ、中野にアトリエを構えた。幼いときから興奮すると鼻血を出す癖があった。
お銀
代助と同棲していたモデル女。万造のモデルとして働いていたこともある。虚栄心の強い、自堕落な、浮気っぽい、うそつきの、どこに1つ取り柄の無い女。
お美代
町にあった汁粉屋・湖月の看板娘。万造に唆されて書いた艶書が原因で代助が放校処分になった。
山崎
代助が神田の中学にいたころ心安くしていた男。ある種の運動に関係していた。下宿を追い出されて困っているといって代助に預けた荷物が原因で代助が逮捕されてしまう。
紅梅亭鶯吉（こうばいてい おうきち）
田舎回りの浪花節語りとしてはまず真打ち株の、ちょっと苦味走った男。諏訪へ移ってきたお銀がひっかかった。

## テレビドラマ
- 1983年3月26日、テレビ朝日の土曜ワイド劇場枠で「横溝正史の鬼火　仮面の男と湖底の女」のタイトルで放映された。

### キャスト
- 浦江、銀子 - 宇津宮雅代
- 満寿夫 - 中山仁
- 代助 - 高橋長英
- 京子 - 風吹ジュン
- 漆山 - 伊丹十三
- 猪俣 - 森本レオ
- チカ - 加藤治子
- 大橋刑事 - 植木等
- 浜田晃、水島美奈子、八橋晶、大場利明、石山雄大、越村公一、有働智章、織田良一郎、広田正光、雪江由記、立川陽子、久保明子、日高雄三、ジョージ浜

### スタッフ
- 監督：田中登
- 脚本：中島丈博
- 音楽：菅野光亮
- 撮影：前田米造
- 助監督：上垣保朗
- 肖像画：加藤健二
- 現像：東洋現像所
- ロケ協力：日光市観光商工課
- プロデューサー：植野晃弘、岡田裕
- 製作：テレビ朝日、にっかつ撮影所